# Charlotte Dorothea Böheim
Charlotte Dorothea Marie Böheim, verheiratete Charlotte Graff (* 1782 in Berlin; † 1831 in Frankfurt am Main) war eine deutsche Theaterschauspielerin und Opernsängerin (Sopran).

## Leben
Charlotte Böheim war eine Tochter des hauptsächlich in Berlin wirkenden Schauspielerpaars Joseph Michael und Marianne Böheim. Sie erhielt durch ihren Vater Unterricht im Klavierspiel sowie Gesang und trat ab etwa 1793 in Kinderrollen, zuerst als Julchen im Räuschgen, am Berliner Theater auf. Im Gesangsfach ließ sie sich weiter durch den italienischen Komponisten und Opernsänger  Vincenzo Righini ausbilden. 1800 debütierte sie in Berlin als Opernsängerin. 1804 unternahm sie eine ausgedehnte, erfolgreiche Tournee durch Deutschland und gab auf mehreren Bühnen Gastrollen. Im gleichen Jahr erhielt sie am Hoftheater von Stuttgart ein lebenslanges Engagement als Kammersängerin. Sie verweilte bis zum Herbst 1811 in dieser Anstellung in Stuttgart, heiratete dort 1805 den Violoncellisten Friedrich Wilhelm Graff und nahm zwischenzeitlich auch Gastrollen auf anderen Bühnen wahr, so u. a. im Januar 1809 in Mannheim.
Im Oktober 1811 siedelte Charlotte Graff, die bei ihrer Heirat den Namen ihres Gemahls angenommen hatte, mit diesem nach Frankfurt am Main über. Sie erhielt eine Anstellung am dortigen Opernhaus, wo sie bereits Anfang 1809 gastiert hatte und nun bis Oktober 1817 eine erfolgreiche Gesangskarriere durchlief. Anschließend gastierte sie mehrere Monate als Konzertsängerin beim Liebhaber-Verein in Straßburg, bevor sie 1818 wieder am Theater von Frankfurt auftrat, aber bereits im gleichen Jahr ihre Bühnenlaufbahn endgültig beendete. Zu ihren Rollen als Opernsängerin gehörten u. a. die Donna Anna in Mozarts Don Giovanni, die Vitellia im vom gleichen Komponisten stammenden Werk La clemenza di Tito, die Aspasia in Axur Re d’Ormus von Antonio Salieri sowie die Lucilla im Korsar von Joseph Weigl.
Nachdem Charlotte Graff von der Bühne Abschied genommen und sich möglicherweise von ihrem Gatten getrennt hatte, blieb sie in Frankfurt und  arbeitete hier vor allem als Gesangspädagogin. Sie starb 1831 im Alter von 49 Jahren in Frankfurt.